# جیمی برانستون
جیمی برانستون (انگلیسی: Jimmy Branston؛ 22 فوریه 1894 – ۱۹۷۰ (۸۵−۸۶ سال)) بازیکن فوتبال بود.